# 准备劳动与卫国制度
准备劳动与卫国（俄语：Готов к Труду и обороне 缩写：ГТО，拉丁化：GTO）的体育制度（简称劳卫制），是苏联国内推行的一项重要体育制度，后于2014年被俄罗斯重新启用。

## 历史

### 苏联
早在十月革命后，苏联共产党和苏维埃政府就计划大力发展体育事业，但由于其他更迫切的问题而暂时搁置。1930年3月24日，《共青团真理报》用“准备劳动与卫国”的大标题，发表了一篇题《«Крепкие мышцы, зоркий глаз нужны каждому трудящемуся!（每个工人都需要强壮的肌肉和敏锐的眼睛）》的文章，文中提议苏联共青团制定动员全民劳动和保卫祖国的体育制度，号召全国青年积极参加体育运动，强身健体，积极投身到劳动生产和保卫祖国的行动中去。苏联共青团这一提议得到了全苏工会中央理事会的积极响应。次年苏联颁布试行国家体育锻炼标准时就借用了这一名称，称为“准备劳动与卫国”体育制度。

1931年3月11日，根据列宁共青团的倡议，苏联部长会议体育运动委员会颁布第一个《准备劳动和保卫祖国体育制度章程》，即通过运动项目的等级测试，促进国民特别是青少年积极参加各项体育运动，以提高身体的体力、耐力、速度、灵巧等素质，按年龄组别制定达标标准。在实施过程中，该章程总共经历了九次修订，最终形成了“预备劳卫制”和“劳卫制”两个系统，覆盖从小学一年级学生到60岁公民的综合体育制度。推行这一制度的目的，是为了增强人民体质，鼓励人们经常从事体育锻炼和提高苏联人民特别是青少年的防预意识。
“劳卫制”锻炼标准的内容主要是以田径运动中的跑、跳、掷、体操、游泳、射击、滑雪、滑冰，以及军事性体育等十六个项目组成。其中有必测项目和选测项目。通过锻炼和测验来提高力量、速度、耐久力、灵巧性等身体素质。
苏联把“劳卫制”规定为一项重要体育制度。凡达到及格标准的都发给证书与奖章。在报考大学、招工、参军时都要填明或出示这些测试证书。

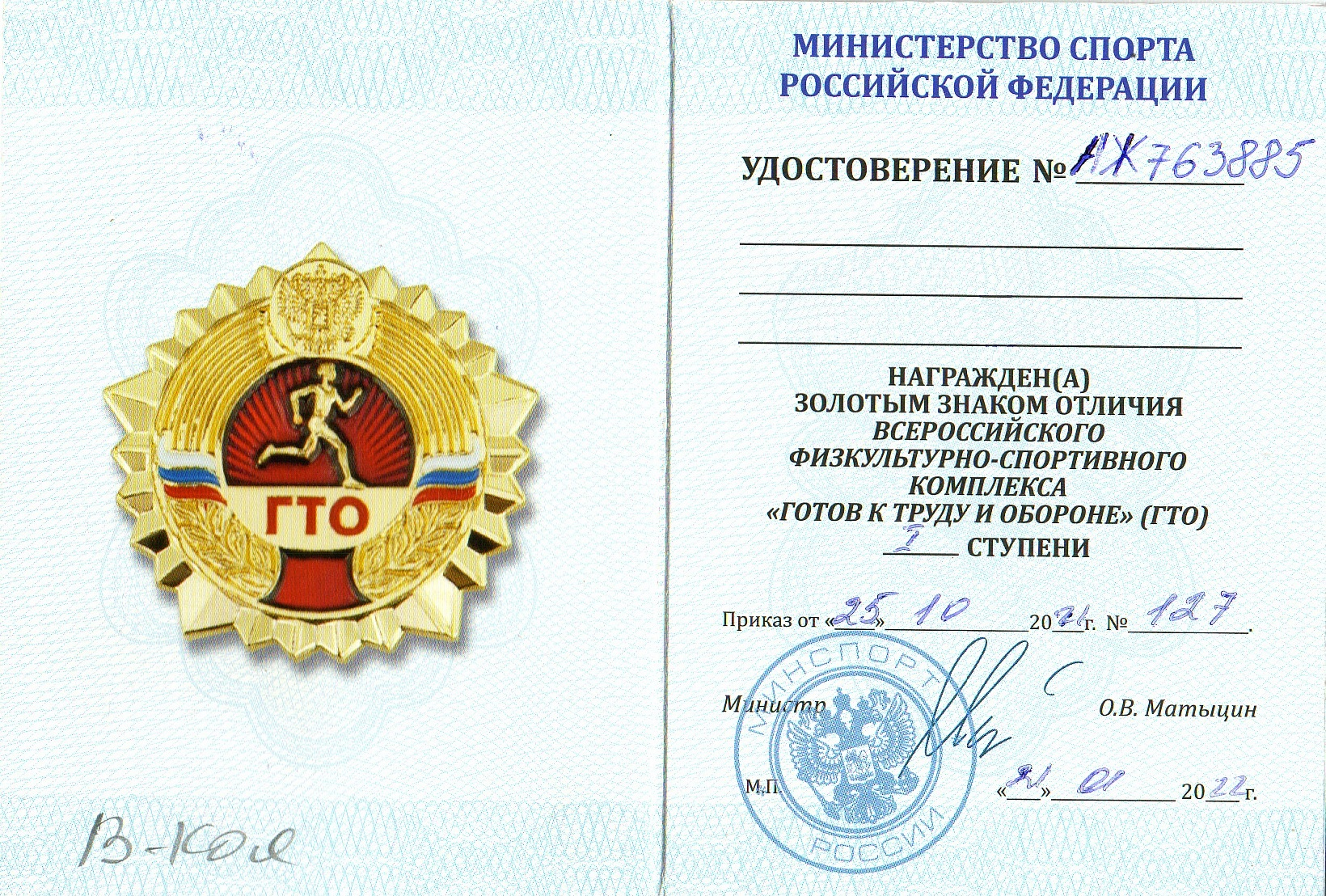
俄罗斯联邦体育部长签署的GTO金徽章证书

### 俄罗斯
俄罗斯总统普京日前呼吁恢复苏联时期要求在校学生必须通过体能测试的体格测评机制GTO。俄罗斯总统普京在2014年3月24日举行的体育发展委员会会议上提出，要恢复“劳卫制”，并于当日下达了第117号关于实施“准备劳动和保卫祖国”体育制度总统令，“劳卫制”得以正式恢复。
俄罗斯现行“劳卫制”的实施过程共分为四个阶段。第一阶段开始于2014年9月1日，该阶段针对俄罗斯12个试点地区的学生群体推行“劳卫制”；第二阶段开始于2015年，该阶段把第一阶段的12个试点地区推广至俄罗斯61个联邦主体，试验主体仍是学生；第三阶段开始于2016年，试验主体是俄罗斯境内所有学生和21个地区的成人群体；第四阶段从2017年开始，在俄罗斯所有联邦主体的各个群体中普遍推行“劳卫制”。

## 测试内容和标准
目前GTO测试内容和标准有以下内容：

### 测试内容
- 短跑
- 长跑
- 折返跑
- 越野滑雪
- 高杆引体向上
- 低杆引体向上
- 壶铃抓举

- 投掷网球6米
- 投掷150克球10米
- 投掷500克、700克
- 仰卧起坐
- 立定跳远
- 助跑跳远
- 俯卧撑
- 体操凳俯卧撑
- 游泳
- 射击

### 测试标准
测试标准分为青少年组、成人男性组、成人女性组以及身障人士组，涵盖年龄从6岁至70岁以上人士。等级分为金银铜三级。

## 相关法律法令[4]

### 俄罗斯联邦法律：
1.Федеральный закон от 04.12.2007 № 329-ФЗ （2007 年 12 月 4 日俄罗斯联邦法第 329-FZ 号）

### 总统令
1.关于全俄体育综合制度准备劳动与卫国GTO,2014年3月24日地172号总统令

## 影响
中国现行的《国家体育锻炼标准》即是在“劳卫制”等标准基础多次修订推出的。